# 7453-as mellékút (Magyarország)
A 7453-as számú mellékút egy közel húsz kilométer hosszú, négy számjegyű országos közút Vas vármegye nyugati részén. Az Őrség fővárosának számító Őriszentpétert köti össze Szentgotthárd térségével és a 8-as főúttal.

## Nyomvonala
A 7451-es út 13,300-as kilométerszelvényénél lévő körforgalmú csomópontból ágazik ki, Őriszentpéter területén, a Városszer nevű városrész központjában. Tulajdonképpen a 7411-es út egyenes folytatása, amely ugyanebben a csomópontban ér véget, 25,3 kilométer után.
Pár lépés után keresztezi a Cser-völgyi-patak folyását, innen nagyjából északnyugat felé halad. Körülbelül egy kilométer után elhagyja a település központját és északnak fordul, majd 1,2 kilométer megtétele előtt keresztezi a Zalát. A túlparton Siskaszer városrészbe érkezik, majd ott, 1,5 kilométer után egy kereszteződéshez ér. Nyugat felé onnan a 7455-ös út ágazik ki belőle, délkelet felé pedig egy önkormányzati út, amely Siskaszer és Kovácsszer városrészek központjain keresztül a 7451-es útig húzódik. 2. kilométere közelében kilép Siskaszer házai közül is, onnantól kezdve külterületen halad.
4,5 kilométer után éri el Kondorfa, és egyúttal a Szentgotthárdi járás határát, nagyjából 6-700 méteren át a két település határvonalát kíséri, majd teljesen kondorfai területre lép. A 6,800-as kilométerszelvénye előtt keresztezi a Lugos-patakot – itt már ismét inkább északnyugati irányt követve –, és 6,900 előtt beér a település házai közé. Csak rövid szakaszon halad kondorfai belterületen, mert az amúgy hosszan elnyúló település fő tengelye alapvetően északkelet-délnyugati irányban húzódik, azt az irányt követő főutcája azonban csak önkormányzati útnak minősül.
7,5 kilométer megtétele után, a falu házai közül már kilépve elhalad a település temetője mellett is, onnantól teljesen elhagyja a község belterületeit. 8,5 kilométer után Csörötnek területére ér, ettől kezdve sokáig annak külterületén halad, több irányváltásától eltekintve jellemzően észak felé. A 10,650-es kilométerszelvényénél keresztezi a Huszászi-patakot, majd annak a völgyébe fordul. 13,6 kilométer után éri el a település Eresztény nevű községrészét, ahol a Fő út nevet veszi fel, majd a 14,150-es kilométerszelvénye közelében beletorkollik, 7 kilométer után a 7461-es út.
Innentől egy darabig nyugatabbi irányban halad, Csörötnek házai között, majd a 15. kilométerének teljesítése után északnak fordul és egy körforgalomhoz ér. A Fő út innen északnyugati irányban, immár 7454-es számozással halad tovább, az észak-északkelet felé induló út pedig a két útszám közös szakaszát képezi, méghozzá kilométer-számozás szempontjából ellenkező irányban.
15,3 kilométer után keresztezi a Rábát, majd a 15,800-as kilométerszelvénye táján egy elágazáshoz ér, ahol szétválik a 7453-as és a 7454-es út. A 7453-as néhány kisebb irányváltást leszámítva észak felé halad tovább, 17,1 kilométer után belép Rönök területére és ugyanott kiágazik belőle kelet felé a rövid 74 326-os út, amely Alsórönök vasútállomásra vezet. Pár lépessel ezután az út keresztezi a MÁV 21-es számú Szombathely–Szentgotthárd-vasútvonalát, majd újabb néhány lépés után a Lahn-patakot. A 8-as főútba beletorkollva ér véget, annak 182,500-as kilométerszelvényénél.
Teljes hossza, az országos közutak térképes nyilvántartását szolgáló kira.gov.hu adatbázisa szerint 18,350 kilométer.

## Települések az út mentén
- Őriszentpéter
- Kondorfa
- Csörötnek
- Rönök

## Hídjai
Egy nagy és nyolc kisebb jelentőségű hídja van, ezek az alábbiak.

### A csörötneki Rába-híd
Legfontosabb hídja a 15+373-as kilométerszelvényénél épült csörötneki Rába-híd. Ez háromnyílású híd, 20,00 méteres legnagyobb nyílásközzel, 570 négyzetméteres teljes pályafelülettel; 1957-ben létesült monolit több bordás vasbeton lemezhídként, az 1928-29-ben ugyanitt épült elődje helyén, annak pilléreit és hídfőit felhasználva.
Csörötneknél évszázadok óta híd vagy hidak álltak, biztosan említenek itteni hidakat, illetve a szentgotthárdi apátság itteni hídvámszedését 1543-ból, 1664-ből, 1736-ból. Az 1785-ben elkészült első katonai felmérés az Alsó- és a Túlsó-szer között jelölte az itteni Rába-hidat. 1813-ban az átkelőhelyet nagy árvíz pusztította el, ekkor a csörötneki malom is a korábbitól eltérő helyen épült meg, és rövidesen a hidat is újjáépítették. A még akkor is faszerkezetként megépült hidat 1926-ban újabb árvíz tette tönkre, ezután döntöttek arról, hogy itt állandó, faszerkezetű híd épüljön.
A híd építése 1928-29 között történt meg, a Magyar Királyi Államépítészeti Hivatal szombathelyi hivatalának megbízásából; alépítményének terveit Bényei (Becker) Alajos királyi mérnök, a felszerkezet terveit Sávoly Pál okleveles mérnök készítette. A háromnyílású híd nyílásközei 17,0 + 20,0 + 17,0, teljes szerkezeti hossza 66,12 méter. A pálya szélessége 0,6 + 4,8 + 0,6 = 6,0 méter, a teljes pályafelület 317,38 négyzetméter. Kivitelezését Müller Ede és Weisz Oszkár szombathelyi vállalkozók végezték el, építési költsége 95 373,98 pengő volt. Forgalomba helyezése 1929. június 4-én történt meg.
Az alépítmények fa szádfal védelme mellett készültek, a hídfők és a pillérek cölöpalapozásúak, melyeknél a cölöpöket vasalt alaptestek fogják közre. A pillérek vízfolyás elleni vége, a jégtörés elősegítése érdekében hegyes ívű, a másik végek félkör kialakításúak. A felszerkezet négyfőtartós vasbeton gerenda. Az útpályán eredetileg 8 centiméter magasságú kiskockakövekből rakott burkolat készült. A hidat a második világháború utolsó időszakában a német alakulatok lebombázták, de a hídfőkben és a pillérekben csak kis kárt tudtak tenni.
Újjáépítésére 1956-57-ben került sor, a korábbival azonos nyílásközökkel, de rövidebb, 58,40 méteres teljes szerkezeti hosszal és nagyobb (1,25 + 7,0 + 1,25 = 9,50 méteres) pályaszélességgel. Terveit az Út- és Vasútépítési Tervező Vállalat (Uvaterv) részéről Zsámboki Gábor készítette, próbaterhelése 1957. november 6-án, forgalomba helyezése nyolc nappal később történt meg. Építési költsége 1 575 482,76 forint volt. A hídon az átadás óta eltelt időszakban 1967-ben és 1999-ben történtek jelentősebb felújítások.

### Egyéb hidak
- Az 1+175-ös kilométerszelvényénél az őriszentpéteri Zala-híd – ez egynyílású híd, 17,96 méteres nyílással, 188 négyzetméteres teljes pályafelülettel; a monolit vasbeton lemezhíd 1962-ben épült meg.
- A 2+571-es kilométerszelvényénél az őriszentpéteri Csikóvölgyi-patak feletti híd – ez egynyílású híd, 5,50 méteres nyílással, 49 négyzetméteres teljes pályafelülettel; a monolit több bordás vasbeton lemezhíd 1926-ban épült meg.
- Az 5+161-es kilométerszelvényénél egy időszakos vízfolyás feletti híd Kondorfánál – ez egynyílású híd, 2,20 méteres nyílással, 24 négyzetméteres teljes pályafelülettel; a monolit vasbeton lemezhíd 1926-ban épült meg.
- A 6+780-as kilométerszelvényénél a Lugosi-patak feletti híd Kondorfánál – ez egynyílású híd, 4,80 méteres nyílással, 45 négyzetméteres teljes pályafelülettel; a monolit vasbeton lemezhíd 1926-ban épült meg.
- A 10+651-es kilométerszelvényénél a Huszászi-patak hídja Kondorfánál – ez egynyílású híd, 6,48 méteres nyílással, 57 négyzetméteres teljes pályafelülettel; a monolit vasbeton pályalemezzel épült öszvértartós híd 1926-ban épült meg.
- A 14+418-as kilométerszelvényénél egy időszakos vízfolyás feletti híd Csörötneknél – ez egynyílású híd, 2,80 méteres nyílással, 25 négyzetméteres teljes pályafelülettel; a monolit vasbeton lemezhíd 1924-ben épült meg.
- A 12+380-as kilométerszelvényénél a csörötneki Bükkaljai-árok-híd – ez egynyílású híd, 3,00 méteres nyílással, 26 négyzetméteres teljes pályafelülettel; a monolit vasbeton lemezhíd 1926-ban épült meg.
- A 15+578-as kilométerszelvényénél a Rába-malomárok-híd Csörötneknél – ez háromnyílású híd, 6,40 méteres legnagyobb nyílásközzel, 102 négyzetméteres teljes pályafelülettel; a monolit vasbeton lemezhíd 1941-ben épült meg.[1]